# جيمس رامبوغ
جيمس رامبوغ (بالإنجليزية: James E. Rumbaugh) ولد في 22 أغسطس 1947، هو عالم حاسوب أمريكي إشتهر بعمله في إنشاء تقنية النمذجة الكائنية، وتطوير لغة النمذجة الموحدة.